# سعيد بن سعيد
سعيد بن سعيد (بالفرنسية: Saïd Ben Saïd)‏ هو منتج أفلام فرنسي تونسي ولد في يوم 11 يوليو 1966 في مدينة تونس، هاجر إلى باريس في سنة 1984 وفي سنة 1996 بدأ مشواره وأنتج عدة أفلام فرنسية مثل فيلم روبي وكوينتن في سنة 2003 ولاكي لوك في سنة 2009 وفي ظل إمراة في سنة 2015 و مرادفات في سنة 2019.